# Cazuo Matsumoto
Cazuo Matsumoto (* 2. August 1985 in São Paulo) ist ein brasilianischer Tischtennisspieler. Er verwendet den asiatischen Penholder-Stil und ist Linkshänder. Er nahm 2016 an den Olympischen Spielen teil.
Er nahm zweimal am World Cup teil (2009 und 2014) hier scheiterte er jedoch in der Gruppenphase, konnte dabei 2014 aber Tiago Apolónia schlagen. Er spielt für den polnischen Verein Energa KTS Toruń.